# 唱经楼
唱经楼位于山西省太原市杏花岭区楼儿底街（鼓楼街），本为明代时科举唱榜用的建筑，2013年5月3日被公布为第七批全国重点文物保护单位。

## 建造
唱经楼建于明代。根据清代道光年间编修的《阳曲县志》记载，唱经楼“在布政司前，明万历三十七年左布政刘鲁重修, 相传前明秋榜揭晓, 唱五经魁首于此, 故名唱经楼”。明代采取五经试士，乡试前五名称为“五经魁”，乡试放榜前地方官员会在唱经楼宣布前五名的名字，所以将该建筑称为“唱经楼”。
清代康熙年间在唱经楼后面的大堂东侧另外修建了春秋阁。春秋阁原供奉有关公像。

## 建筑格局

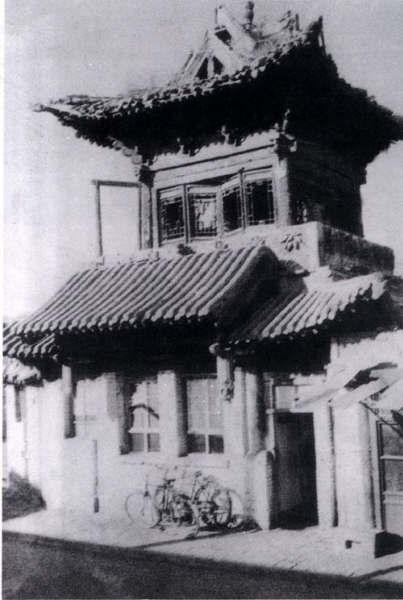

唱经楼、过廊、大堂及大堂东面的春秋阁组成一个工字形的格局，唱经楼位于最南端，面朝南方，为二层楼阁式建筑。
唱经楼一层面阔三间，进深三间，前有垂花门，后经过廊与大堂相连；二层为重檐十字歇山顶，悬有“唱经楼”匾。大堂面阔三间，进深二间，为单檐歇山顶。春秋阁亦为二层建筑，一层为拱券窑洞式，面阔三间，进深一间；二层为木构楼阁，面阔三间，进深一间，悬山式顶。唱经楼、过廊、大堂和春秋阁均覆孔雀蓝琉璃瓦。

## 保护修缮

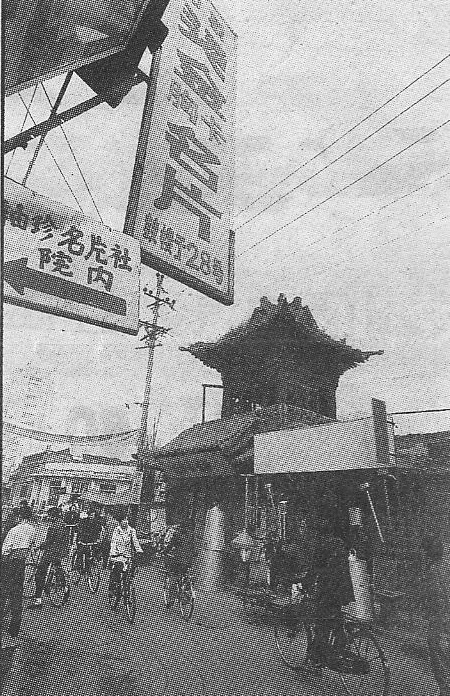

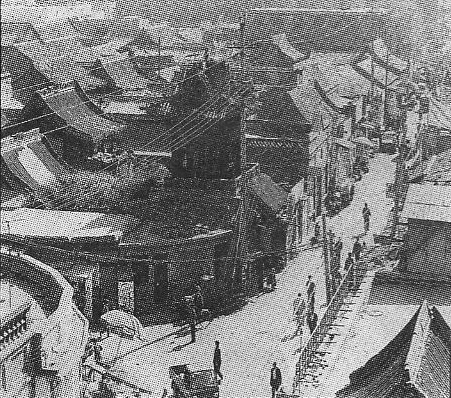

1999年，唱经楼被出租商用，开起了卖面皮的小店，后来由于建筑年久失修，摇摇欲坠，面皮店不得不停业。
2003年初，太原市开始修缮唱经楼。因为唱经楼地势低于路面，施工采用落架拆卸维修，即先将唱经楼整体拆卸，把地面垫高，再原样拼接安装。同年9月底，建筑主体完成修复。2004年4月中旬开始了唱经楼的彩绘工作，并于6月份完工。媒体报道修复总共花费110万元人民币。2004年的彩绘过程接近尾声时，山西日报曾报道唱经楼将于“下周正式向市民开放”（即2004年6月中下旬）。然而事实上唱经楼自修复完成之后一直紧锁大门，从未对外开放。
2009年有关部门解释称不能开放的原因是“内部陈列还没有做好”，并表示打算重塑孔子像和关公像，将唱经楼用以展示科举文化。
2012年6月，文物部门再度对唱经楼进行了升级加固工作。
2004年7月20日，唱经楼同太原市其它23处不可移动文物成为第四批山西省文物保护单位。2013年5月3日，唱经楼入选第七批全国重点文物保护单位。